# Adrienne Barbeau
Adrienne Jo Barbeau (Sacramento, 11 juni 1945) is een Amerikaans actrice en folkzangeres.

## Loopbaan
Barbeau verhuisde aan het einde van de jaren zestig naar New York. Hier begon ze te werken als danseres. Al snel begon ze in musicals te spelen. In de jaren zeventig werd ze een befaamde actrice in het theater.
Vanaf 1976 was Barbeau ook op de televisie te zien. Ze had rollen in televisiefilms en was zo nu en dan in afleveringen van televisieseries te zien. In 1978 werd ze ook een pin-upgirl. Hierdoor werd ze al gauw een sekssymbool.
Ondanks veel kritiek op haar acteerprestaties, kwam haar doorbraak in de filmindustrie in 1980. Ze was destijds getrouwd met John Carpenter en hij gaf haar een rol in The Fog. In de jaren 80 was ze voornamelijk in horror- en sciencefictionfilms te zien.
Haar populariteit daalde toen de jaren 90 in beeld kwam. Ze bracht meerdere albums uit en ging weer het theater in. Toch is ze nog altijd in films en op de televisie te zien.

## Filmografie
- The Great Houdini (televisiefilm, 1976) - Daisy White
- Having Babies (televisiefilm, 1976) - Allie Duggin
- Eight Is Enough (televisieserie) - Jennifer Linden (afl. Turnabout, 1977)
- Red Alert (televisiefilm, 1977) - Judy Wyche
- Quincy, M.E. (televisieserie) - Carol Bowen - Rape Counselor (afl. Let Me Light the Way, 1977)
- Hallmark Hall of Fame (televisieserie) - Marcia Levine (afl. Have I Got a Christmas for You, 1977)
- Return to Fantasy Island (televisiefilm, 1978) - Margo Dean
- The Love Boat (televisieserie) - Cathy Randall (afl. Hollywood Royalty/The Caper/The Eyes of Love/Masquerade: Part 1 & 2, 1978)
- Maude (televisieserie) - Carol Tranior (116 afl., 1972-1978)
- Crash (televisiefilm, 1978) - Veronica Daniels
- Someone's Watching Me! (televisiefilm, 1978) - Sophie
- The Darker Side of Terror (televisiefilm, 1979) - Margaret Corwin
- Fantasy Island (televisieserie) - Brenda Richards (afl. The Pug/Class of '69, 1979)
- Top of the Hill (televisiefilm, 1980) - Elizabeth Stone
- The Fog (1980) - Stevie Wayne
- Valentine Magic on Love Island (televisiefilm, 1980) - Beverly McGraw
- Tourist (televisiefilm, 1980) - Barbara Huggins
- The Cannonball Run (1981) - Marcie Thatcher, Lamborghini Babe #1
- Escape from New York (1981) - Maggie
- Charlie and the Great Balloon Chase (televisiefilm, 1981) - Susan O'Neill
- The Thing (1982) - Computerstem (niet op aftiteling)
- Swamp Thing (1982) - Alice Cable
- Creepshow (1982) - Wilma 'Billie' Northrup (Segment 'The Crate')
- Fantasy Island (televisieserie) - Adele Anthony (afl. Midnight Waltz/Let Them Eat Cake, 1983)
- The Next One (1984) - Andrea
- Hotel (televisieserie) - Barbara Harrington (afl. Tomorrows, 1984)
- Seduced (televisiefilm, 1985) - Barbara Orloff
- Murder, She Wrote (televisieserie) - Kathryn (afl. Jessica Behind Bars, 1985)
- The New Twilight Zone (televisieserie) - Miss Peters (afl. Teacher's Aide, 1985)
- Bridge Across Time (televisiefilm, 1985) - Lynn Chandler
- Tomes and Talismans (televisieserie) - The Librarian (afl. onbekend, 1986)
- Back to School (1986) - Vanessa
- Hotel (televisieserie) - Ellie (afl. Shadow Play, 1986)
- Open House (1987) - Lisa Grant
- Murder, She Wrote (televisieserie) - Lynette Bryant (afl. The Bottom Line Is Murder, 1987)
- The Easter Story (video, 1989) - Rol onbekend (stem)
- Cannibal Women in the Avocado Jungle of Death (1989) - Dr. Kurtz
- Head of the Class (televisieserie) - Gloria - Dr. Samuel's sister (afl. The Little Sister, 1989)
- Monsters (televisieserie) - Rol onbekend (afl. All in a Day's Work, 1989)
- Due occhi diabolici (1990) - Jessica Valdemar (segment 'The Facts in the Case of Mr. Valdemar')
- CBS Schoolbreak Special (televisieserie) - Mary Martelli (afl. The Fourth Man, 1990)
- Blood River (televisiefilm, 1991) - Georgina
- Doublecrossed (televisiefilm, 1991) - Debbie Seal
- The Burden of Proof (televisiefilm, 1992) - Silvia Hartnell
- Dream On (televisieserie) - Gloria Gantz (afl. Bad Girls, 1992)
- FBI: The Untold Stories (televisieserie) - Marguerite Dobson (afl. Dapper Drew, 1993)
- ABC Weekend Specials (televisieserie) - Lucindak 'Lucy' Condraj (afl. The Parsley Garden, 1993)
- Father Hood (1993) - Celeste
- Daddy Dearest (televisieserie) - Rol onbekend (afl. You Bet Your Life, 1993)
- Silk Degrees (1994) - Violet
- One West Waikiki (televisieserie) - Edna Jaynes (afl. A Model for Murder, 1994)
- Jailbreakers (televisiefilm, 1994) - Mrs. Norton
- The George Carlin Show (televisieserie) - Barbara Rossetti (afl. George Gets Caught in the Middle, 1994)
- Babylon 5 (televisieserie) - Amanda Carter (afl. Spider in the Web, 1994)
- Burial of the Rats (televisiefilm, 1995) - The Queen
- Batman: The Animated Series (televisieserie) - Selina Kyle/Catwoman (8 afl., 1992-1995, stem)
- Flipper (televisieserie) - Sydney Brewster (afl. The Girl Who Came to Dinner, 1996; Surf Gang, 1996)
- The Wayans Bros. (televisieserie) - Mrs. Neidermeyer (afl. New Lease on Life, 1996)
- Weird Science (televisieserie) - Lily (afl. Show Chett, 1997)
- A Champion's Fight: A Moment of Truth Movie (televisiefilm, 1998) - Nancy Muldenhower
- Diagnosis Murder (televisieserie) - Vivien Sanderson (afl. Rain of Terror, 1998)
- Sliders (televisieserie) - Mother Morehouse (afl. Oh Brother, Where Art Thou?, 1998)
- The New Batman Adventures (televisieserie) - Selina Kyle/Catwoman (afl. You Scratch My Back, 1997, stem; cult of the Cat, 1998, stem)
- Scooby-Doo on Zombie Island (video, 1998) - Simone (stem)
- The Angry Beavers (televisieserie) - Toluca Lake (afl. The Day the Earth Got Really Screwed Up, 1998, stem)
- A Wake in Providence (1999) - Aunt Lidia
- Descent 3 (computerspel, 1999) - Dr. Katelyn Harper (stem)
- The Love Boat: The Next Wave (televisieserie) - Grace Brooks (afl. Three Stages of Love, 1999)
- Star Trek: Deep Space Nine (televisieserie) - Cretak (afl. Inter Arma Enim Silent Leges, 1999)
- Across the Line (2000) - Mrs. Randall
- The Convent (2000) - Adult Christine
- Batman Beyond (televisieserie) - Singer (afl. Out of the Past, 2000, stem)
- No Place Like Home (2001) - Evie
- Nash Bridges (televisieserie) - Annie Corell (afl. Something Borrowed, 2001)
- Spring Break Lawyer (televisiefilm, 2001) - Judge Stern
- Gotham Girls (televisieserie) - Catwoman (Selina Kyle) (stem, 2002)
- The Chronicle (televisieserie) - Evelyn Hall (afl. Tears of a Clone, 2002)
- The Santa Trap (televisiefilm, 2002) - Homeless Woman
- Ring of Darkness (televisiefilm, 2004) - Alex
- Totally Spies! (televisieserie) - Helga von Guggen (afl. Wild Styles, 2002, stem; Fashion Faux Pas, 2004, stem)
- Ghost Rock (2004) - Mattie Baker
- The Drew Carey Show (televisieserie) - Kim Harvey (6 afl., 1998-2004)
- Carnivàle (televisieserie) - Ruthie (21 afl., 2003-2005)
- Deceit (2006) - Kathleen Darrow
- Marvel: Ultimate Alliance (computerspel, 2006) - Sif (stem)
- Christmas Do-Over (televisiefilm, 2006) - Trudi
- Fly Me to the Moon (2007) - Rol onbekend (stem)
- Unholy (2007) - Martha
- Halloween (2007) - Barbara Florentine